# Тягинская волость
Тягинская волость — административно-территориальная единица Херсонского уезда Херсонской губернии.
По состоянию на 1886 год состояла из 8 поселений, 8 сельских общин. Население 3835 человек (1901 мужского пола и 1834 женского), 526 дворовых хозяйств.
|                        | Площадь, десятин | В том числе пахотной, дес. |
| ---------------------- | ---------------- | -------------------------- |
| Сельских общин         | 8960             | 4691                       |
| Частной собственности  | 37 036           | 14 171                     |
| Казённой собственности | 1790             | -                          |
| Другой собственности   | 520              | 120                        |
| Всего                  | 48 307           | 18 983                     |

Самые большие поселения волости:
- Тягинка — местечко при реке Тягинка в 40 верстах от уездного города, 1241 человек, 220 дворов, церковь православная, ссудо-сберегательное общество, 5 лавок, постоялый двор. За ¼ версты — почтовая станция, земская станция. За 2 и 7 вёрст — рыбные заводы.
- Львова — колония евреев при реке Днепр, 1354 человека, 96 дворов, еврейская синагога и молитвенный дом, 4 лавки, базары по воскресеньям.